# Doando
 Doando  (1965), însemnând prezumtiv, în limba unei civilizații extraterestre de tip umanoid, Viață fără viață (do-an-do), este titlul celui de-al doilea roman science fiction scris în colaborare de autorii români Romulus Bărbulescu și George Anania. 
Prima ediție a apărut în 1965 la Editura Tineretului, iar cea de-a doua ediție, a apărut în 1992, fiind primul roman românesc publicat în colecția science-fiction a editurii Nemira, Nautilus. Cea de-a treia ediție a fost publicată în 2002, de aceeași editură, Nemira.

## Considerații generale

Coperta celei de-a doua ediții

### Istoric
Cei doi autori au petrecut o zi întreagă în holul Facultății de Geologie-Geografie din București, discutând despre o nouă carte, în care și-au dat frâu liber fanteziei. Astfel a luat ființă schița bine conturată a unui roman, iar apoi romanul însuși, care tratează subiectul întâlnirii unei nave cosmice a pământenilor cu un misterios artefact cosmic extraterestru, cu șapte ani înainte ca Arthur C. Clarke să publice celebrul roman Rendez-vous cu Rama, laureat al premiilor Hugo și Nebula, axat pe o idee similară.
Doando s-a bucurat de o primire mixtă. Bărbulescu îl consideră cel mai slab roman al lor, cu „personaje fără cap și coadă, care scapă pe drum”, în timp ce jurnalistul Dinu Chivu i-a făcut o recenzie extrem de critică în publicația Contemporanul a timpului. În schimb, Anania recunoaște că acesta este romanul care a consacrat cel mai celebru cuplu de autori ai literaturii SF din România, succesul său fiind atribuit originalității ideilor vehiculate și a viziunii autorilor. Matematicianul, scriitorul și criticul literar Alexandru Mironov recunoaște și el că „Doando nu era un roman, erau acolo trei-patru! Amestecate, încâlcite, trunchiate, înjumătățite, cu personaje uitate pe parcursul narațiunii, poate chiar cu întâmplări nepovestite până la capăt”, dar apreciază că romanul este plin de imaginație, conținând „jerbe, potop, șuvoi” de idei.
Romanul a avut parte de o prezentare elogioasă într-o revistă literară sovietică, remarcându-i-se „optimismul funciar, tălmăcit în încrederea față de viitorul pașnic al omenirii de pe Pământ și de aiurea” și fiind comparat cu Războiul lumilor al lui H. G. Wells. Romanul a avut parte de o dramatizare radiofonică în România și a intrat în vizorul unor case de film din Franța și Marea Britanie, însă proiectul ecranizării nu s-a concretizat niciodată.
Romanul a fost reeditat de două ori după decembrie 1989 într-o variantă revizuită „din care au fost eliminate pasajele ce nu mai corespundeau gustului literar și unora dintre realitățile prezentului”.

### Ideea romanului

Coperta celei de-a treia ediții

Romanul este unul în care cei doi autori au prezentat inteligent, armonios și captivant, cu eleganța și acuratețea specifice acestui cuplu literar românesc, mai multe din temele preferate ale literaturii de anticipație, toate subsumate temei majore a scrierii, cea de salvare a unei civilizații extraterestre extragalactice foarte vechi și avansată, atât etic, moral cât și tehnologic, de către alte două civilizații mult mai tinere, ambele aflate în galaxia noastră, cea a pământenilor, care va fi ajuns în stadiul din viitor de colonizare a multiple planete accesibile vieții pe bază de carbon, respectiv cea a umanoizilor de pe Vuundo, vuunzii, aflați doar în faza de exploatare interstelară incipientă, fiind în căutarea unei alte planete accesibile vieții pe care ar fi urmat să se mute complet.
Civilizația extragalactică îndepărtată, ajunsese într-un punct de impact biologic, filozofic și existențial aproape insurmontabil, deși nivelul tehnologic și moral al acestor ființe umanoide atinsese culmi foarte înalte. Astfel, în ciuda unei civilizații planetare lipsită de granițe, națiuni, bani, boli, sărăcie și nevoi, materiale și spirituale, explorarea Universului cu echipaje umane devenise imposibilă, pentru că navelor lor, care se deplasau cu viteze supra-luminice, se întorceau invariant pe planeta-mamă cu echipajele complet moarte. Moartea tuturor membrilor echipajelor acestor nave de explorare i-a dus pe acești umanoizi la concluzia că sfârșitul lor fizic ca civilizație era aproape inexorabil, datorându-se unei expunerii îndelungate a întregii lor umanității la radiații complexe, emise de propriul lor soare. Aceste repetate expuneri au provocat în timp o modificare genetică, respectiv o degenerare progresivă urmată de o slăbire accentuată a sistemului lor imunologic. Singura soluție de salvare completă a acestei civilizații ar fi fost o corectare genetică a tuturor indivizilor acesteia în decursul unei anabioze generalizate profunde a întregii lor umanități, care ar fi urmat să se producă de-a lungul unei perioade de timp de circa 200 - 300 de revoluții ale propriei lor planete în jurul propriului lor soare.
Anabioza trebuia controlată însă de către alte ființe raționale, care ar fi urmat să vegheze procesul de-a lungul uneia sau două generații, aflați în mediul lor natural, pe planeta pe care s-ar fi născut civilizația acestora, sau pe cea pe care ar fi colonizat-o prin terraformare. 
Astfel a luat ființă proiectul gigantic de explorare și căutare a altor ființe raționale, în toate sistemele planetare din galaxia lor și din galaxii învecinate, în notabila absență fizică a creatorilor lor. Douăzeci de nave cosmice gigantice identice, de forma unor imense sfere goale în interior, astfel încât să poată transporta (în condiții perfect normale continuării neîntrerupte a vieții) o întreagă planetă de dimensiuni medii, au fost construite. Fiecare din cele 20 de nave, reprezentând limita materială și tehnologică a momentului a civilizației muribunde, urmau să fie dirijate de câte un bio-creier electronic, care la rândul său, se găsea dispersat și încorporat, acoperind întreaga sferă-navă spațială. „Brațele” planetei-navă urmau să fie asigurate de nenumărații roboții, dispozitive și mijloace de transport care se puteau deplasa în orice mediu, la care se adăugau câmpuri gravitaționale și antigravitaționale dirijate ca forme de protecție și manevrare.

## Desfășurarea acțiunii
Acțiunea se petrece într-un viitor al civilizației pământene, în care probleme sociale, economice și morale cu care omenirea s-a confruntat de milenii vor fi fost rezolvate și întreaga planetă (despre a cărei organizare socială se fac vagi referințe) se poate dedica cunoașterii, respectiv explorării Cosmosului. Pentru civilizația Pământului descrisă în roman, terraformarea altor planete a devenit o modalitate uzuală și extrem de pusă la punct de împingere a explorării Universului, deocamdată din galaxia noastră.
Pe altă parte, vuunzii, locuitorii planetei Vuundo, trăiesc sub presiunea fantastică a deteriorării rapide și ireversibile, clar sesizabile zi de zi, a condiției energetice a soarelui sistemului lor solar, care se transformă accelerat dintr-o fostă stea galbenă, precum Soarele, într-o stea roșie, din cauza epuizării hidrogenului său. Ca atare, propria lor planetă este supusă unui fenomen ireversibil de răcire, mare parte din suprafața sa fiind martora unei glaciațiuni profunde.

Mecanismul de zbor al navei Doando

Din punct de vedere social, economic și tehnologic vuunzii se află doar de câteva decenii, deci cu câteva mii de ani de dezvoltare în urma pământenilor, într-o lume planetară unită, fără războaie, foamete sau opresiune. Doar cu câteva decenii în urmă, într-un război de eliberare planetar, vuunzii eliminaseră o societate dictatorială, coruptă și criminală, înlocuind-o cu una care seamănă cu un fel de comunism utopic generalizat.
Aflându-se la prima lor călătorie extra-planetară, în căutarea disperată de a găsi o planetă pe care ar putea eventual muta civilizația vuundă, prima navă cosmică a vuunzilor cu adevărat performantă este „capturată” de una dintre cele 20 de nave gigantice sferice a civilizației muribunde. Ulterior, vuunzii descoperă nava pământenilor, care fusese „capturată” la rândul său de nava automată condusă de creierul bio-electronic. Astfel, trei civilizații ajung în punctul de coliziune al unei întâlniri trilaterale de gradul trei pe nava-planetă a civilizației muribunde.
După ce creierul bio-electronic îi studiază îndelung, întâi separat și apoi interacționând, pe cei trei pământeni (doi bărbați și o femeie) și pe cei cinci vuunzi (trei femei și doi bărbați), după trecerea „testului de umanitate,” le dezvăluie scopul călătoriei acestei nave sferice precum și a celorlalte 19.
Finalul romanului este prezentat din perspectiva uneia din cele trei vuunde, acum mai în vârstă, care povestește întreaga sagă, atât din punctul de vedere al vuunzilor cât și al pământenilor. Cu toții se se află pe una dintre cele mai noi planete supuse terraformării, de către pământeni, care la rândul său se află în „burta” sferică a navei cosmice gigantice care se deplasează cu o viteză superluminică, împreună cu cei câțiva milioane de voluntari pământeni și vuunzi spre galaxia civilizației muribunde pentru salvarea acesteia.

### Capitolele romanului
| - Prolog despre depărtări - Cap. I – La marginea lumii - Cap. II – Rostogolire în noapte - Cap. III’ – ”Și picur stropii vieții pretutindeni” - ’Cap. IV – Salt în necunoscut - Cap. V – S-a aprins o lumină - Cap. VI – Ceilalți - Cap. VII – Lumile față-n față - Cap. VIII – Evadați din tăcere - Cap. IX – Doando | - Cap. X – Singura stea - Cap. XI – Furtuna - Cap. XII – Datoria lui Lombo - Cap. XIII – Mărturisiri - Cap. XIV – Echipajul de pe Doando - Cap. XV – Acasă - Cap. XVI – Încă un pas - Cap. XVII – ”Taina violetă” - Cap. XVIII – Ultimul vis - Cap. XIX – Depărtările sunt aproape - Epilogul lui Alf Adal |

## Lista personajelor

### Vuunzii
- Tem To - conducătorul expediției realizată cu nava Loro
- Im Iu - cosmobiolog și medic, iubita lui Tem To, membră a echipajului de pe Loro
- Em Ro - cibernetician, membru al echipajului de pe Loro
- Vua Zad - responsabilă cu navigația pe Loro
- Ua Ena - planetolog, membră a echipajului de pe Loro
- Ao U - fiica lui Tem și a lui Iu, născută și moartă pe Doando

### Oamenii
- Dal Adal - conducătorul navei pământene ”Extragalactic”
- Victor Alvarez - membru al echipajului navei ”Extragalactic”
- Tamara Moon - membră a echipajului navei ”Extragalactic”
- Sen Dor - fost secretar general al Consiliului Planetar Suprem
- Sen Dor - orfan adoptat de Sen Dor, care i-a dat numele său, fiind cel care a întâmpinat cele două echipaje captive pe Doando
- Alf Adal - fiul lui Dal și al Tamarei, este cel care istorisește aventura lui Doando
- Nona - una dintre cele două fiice a lui Sen Dor
- Liu Li - cealaltă fiică a lui Sen Dor
- Lombo Kann - logodnicul lui Liu Li, iubit în secret de Nona
- Kwango - african, a întâmpinat echipajele de pe Doando alături de Sen Dor
- Kay Work - bioelectronist-șef
- Alexandro - iubitul Nonei

## Ediții
- 1965 – Doando, editura Tineretului, 364 de pagini
- 1992 – Doando, editura Nemira, Colecția Nautilus numărul 9, 304 pag., ISBN 973-9144-18-7
- 2002 – Doando, editura Nemira, Colecția ”Nautilus” numărul 175, 272 pagini, ISBN 973-569-552-9